# Cantón de Dax-Norte
El cantón de Dax-Norte era una división administrativa francesa, que estaba situada en el departamento de Landas y la región de Aquitania.

## Composición
El cantón estaba formado por nueve comunas más una fracción de la comuna que le daba su nombre:
- Angoumé
- Dax (fracción)
- Gourbera
- Herm
- Mées
- Rivière-Saas-et-Gourby
- Saint-Paul-lès-Dax
- Saint-Vincent-de-Paul
- Saubusse
- Téthieu

## Supresión del cantón de Dax-Norte
En aplicación del Decreto nº 2014-181 de 18 de febrero de 2014, el cantón de Dax-Norte fue suprimido el 22 de marzo de 2015 y sus 10 comunas pasaron a formar parte; nueve del nuevo cantón de Dax-1 y una del nuevo cantón de Marensin-Sur.